# Speciale steden van Japan
Speciale Steden (特例市, tokurei-shi) zijn Japanse steden met minstens 200.000 inwoners. Deze categorie van steden is voorzien in de bepalingen van artikel 252, § 26 van de Japanse wet op lokaal zelfbestuur.
De steden worden benoemd door het kabinet na een aanvraag van de stad en van het parlement van de prefectuur.

## Lijst van Speciale Steden
De volgende 40 steden hebben het statuut van Speciale Stad.
| Regio   | Prefectuur | Speciale Stad | Benoeming       | Opmerkingen                                                                              |
| ------- | ---------- | ------------- | --------------- | ---------------------------------------------------------------------------------------- |
| Tōhoku  | Aomori     | Hachinohe     | 1 oktober 2001  |                                                                                          |
| Tōhoku  | Yamagata   | Yamagata      | 1 april 2001    |                                                                                          |
| Kantō   | Ibaraki    | Mito          | 1 april 2001    |                                                                                          |
| Kantō   | Ibaraki    | Tsukuba       | 1 april 2007    |                                                                                          |
| Kantō   | Gunma      | Isesaki       | 1 april 2007    |                                                                                          |
| Kantō   | Gunma      | Ōta           | 1 april 2007    |                                                                                          |
| Kantō   | Saitama    | Kawaguchi     | 1 april 2001    | Kawaguchi heeft de grootste bevolking van de speciale steden (497.274 op 1 oktober 2008) |
| Kantō   | Saitama    | Tokorozawa    | 1 april 2002    |                                                                                          |
| Kantō   | Saitama    | Koshigaya     | 1 april 2003    |                                                                                          |
| Kantō   | Saitama    | Sōka          | 1 april 2004    |                                                                                          |
| Kantō   | Saitama    | Kasukabe      | 1 april 2008    |                                                                                          |
| Kantō   | Saitama    | Kumagaya      | 1 april 2009    |                                                                                          |
| Kantō   | Kanagawa   | Odawara       | 1 november 2000 | Odawara heeft de kleinste bevolking van de speciale steden (198.698 op 1 oktober 2008)   |
| Kantō   | Kanagawa   | Yamato        | 1 november 2000 |                                                                                          |
| Kantō   | Kanagawa   | Hiratsuka     | 1 april 2001    |                                                                                          |
| Kantō   | Kanagawa   | Atsugi        | 1 april 2002    |                                                                                          |
| Kantō   | Kanagawa   | Chigasaki     | 1 april 2003    |                                                                                          |
| Chūbu   | Yamanashi  | Kōfu          | 1 november 2000 |                                                                                          |
| Chūbu   | Nagano     | Matsumoto     | 1 november 2000 |                                                                                          |
| Chūbu   | Niigata    | Jōetsu        | 1 april 2007    |                                                                                          |
| Chūbu   | Niigata    | Nagaoka       | 1 april 2007    |                                                                                          |
| Chūbu   | Fukui      | Fukui         | 1 november 2000 |                                                                                          |
| Chūbu   | Shizuoka   | Numazu        | 1 november 2000 |                                                                                          |
| Chūbu   | Shizuoka   | Fuji          | 1 april 2001    |                                                                                          |
| Chūbu   | Aichi      | Kasugai       | 1 april 2001    |                                                                                          |
| Chūbu   | Aichi      | Ichinomiya    | 1 april 2002    |                                                                                          |
| Kansai  | Mie        | Yokkaichi     | 1 november 2000 |                                                                                          |
| Kansai  | Osaka      | Suita         | 1 april 2001    |                                                                                          |
| Kansai  | Osaka      | Hirakata      | 1 april 2001    |                                                                                          |
| Kansai  | Osaka      | Ibaraki       | 1 april 2001    |                                                                                          |
| Kansai  | Osaka      | Yao           | 1 april 2001    |                                                                                          |
| Kansai  | Osaka      | Neyagawa      | 1 april 2001    |                                                                                          |
| Kansai  | Osaka      | Kishiwada     | 1 april 2002    |                                                                                          |
| Kansai  | Hyōgo      | Akashi        | 1 april 2002    |                                                                                          |
| Kansai  | Hyōgo      | Kakogawa      | 1 april 2002    |                                                                                          |
| Kansai  | Hyōgo      | Takarazuka    | 1 april 2003    |                                                                                          |
| Chūgoku | Hiroshima  | Kure          | 1 november 2000 |                                                                                          |
| Chūgoku | Shimane    | Matsue        | 1 april 2012    |                                                                                          |
| Chūgoku | Tottori    | Tottori       | 1 oktober 2005  |                                                                                          |
| Kyūshū  | Nagasaki   | Sasebo        | 1 april 2001    |                                                                                          |

## Voormalige Speciale steden
- Hakodate in de prefectuur Hokkaido, dat sinds 1 november 2000 het statuut van speciale stad had, verkreeg op 1 oktober 2005 het statuut van  kernstad.
- De voormalige stad Shimizu (de huidige wijk Shimizu-ku) in de prefectuur Shizuoka werd op een 1 april 2001 een speciale stad. Op 1 april 2003 werd deze stad aangehecht bij de toenmalige kernstad Shizuoka. De nieuwe stad Shizuoka die hieruit ontstond kreeg op 1 april 2005 het statuut van decretaal gedesigneerde stad.
- Shimonoseki in de prefectuur Yamaguchi werd een speciale stad op 1 april 2002. Na de aanhechting van de gemeenten Kikugawa, Toyota, Toyoura en Hōhoku op 13 februari 2005 kreeg de fusiestad het statuut van  kernstad.
- Morioka in de prefectuur Iwate, dat sinds 1 november 2000 het statuut van speciale stad had, verkreeg op 1 april 2008 het statuut van  kernstad.
- Takasaki in de prefectuur Gunma, dat sinds 1 april 2001 het statuut van speciale stad had, verkreeg op 1 april 2011 het statuut van  kernstad.
- Toyonaka in de prefectuur Osaka, dat sinds 1 april 2001 het statuut van speciale stad had, verkreeg op 1 april 2012 het statuut van  kernstad.

## Steden met meer dan 200.000 inwoners die nog niet benoemd zijn tot Speciale stad
| - Fukushima - Ageo - Ichikawa - Matsudo - Ichihara | - Fuchu - Chōfu - Machida - Fujisawa | - Tsu - Tokushima - Saga - Naha |

Akashi · Atsugi · Chigasaki · Fuji · Fukui · Hachinohe · Hirakata · Hiratsuka · Ibaraki · Ichinomiya · Isesaki · Joetsu · Kakogawa · Kasugai · Kasukabe · Kawaguchi · Kishiwada · Kofu · Koshigaya · Kumagaya · Kure · Matsue · Matsumoto · Mito · Nagaoka · Neyagawa · Numazu · Odawara · Ōta · Sasebo · Sōka · Suita · Takarazuka · Tokorozawa · Tottori · Tsukuba · Yamagata · Yamato · Yao · Yokkaichi